# Centrostephanus tenuispinus
Espèce
Centrostephanus tenuispinus est une espèce d'oursins de la famille des Diadematidae.

## Description
C'est un gros oursin sombre, généralement noir ou bleu sombre avec le plus souvent la base des radioles (piquants) d'un bleu lumineux, contrastant sur un test le plus souvent rouge sombre. Les radioles sont nombreuses, longues et robustes, et peuvent former dix « mèches ».
C'est un oursin régulier. Son test (coquille) est de forme ronde (mais légèrement aplati dorsalement), la bouche est située au centre de la face orale (inférieure) et l'anus (« périprocte ») à l'oppose, au sommet, avec les orifices génitaux et le madréporite.

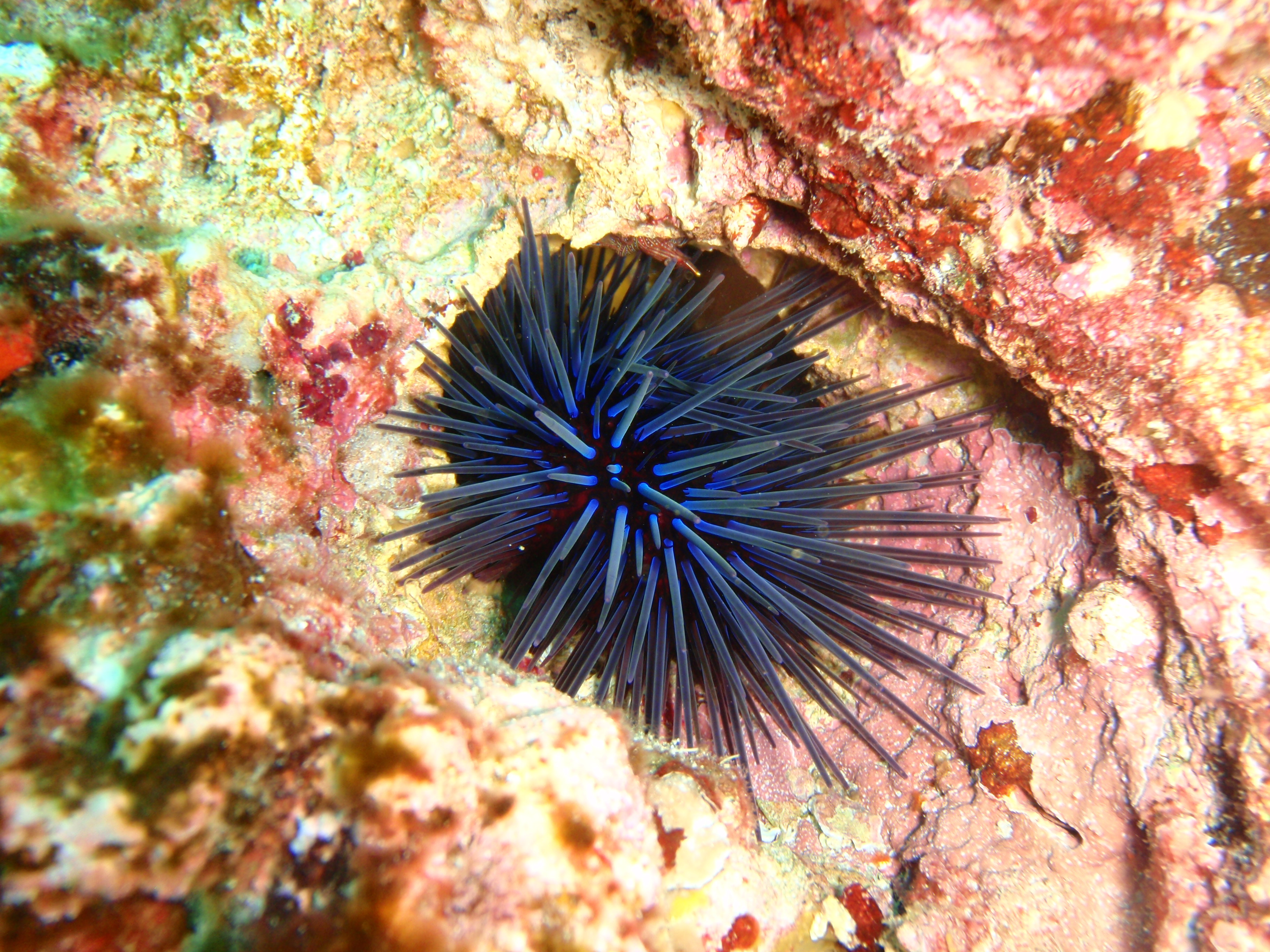
Centrostephanus tenuispinus.

Il ressemble beaucoup à son cousin Centrostephanus rodgersii, que l'on trouve au sud de l'Australie et en Nouvelle-Zélande.

## Habitat et répartition
On trouve cet oursin sur les fonds rocheux de l'Australie.

## Écologie et comportement
Ils se déplacent surtout de nuit pour chercher leur nourriture : ce sont des oursins principalement herbivore (se nourrissant d'algues et de plantes aquatiques), mais occasionnellement omnivores (bryozoaires, débris d’éponges). Ils raclent la nourriture située sous eux au moyen de leur puissante mâchoire à 5 dents, appelée « Lanterne d'Aristote ».

## Centrostephanus tenuispinuset l'Homme
Comme la plupart les oursins, cet animal est souvent responsables de vives douleurs quand un baigneur marche dessus par inadvertance : ses épines ont tendance à se casser dans la plaie, ce qui les rend presque impossibles à enlever entièrement. De plus, une partie de ses piquants sont venimeux et peuvent occasionner de fortes douleurs, heureusement sans grand danger. Par ailleurs, sa grande taille et sa couleur sombre le rendent normalement assez visible, même à travers la surface de l'eau.